# Баранов, Иван Фёдорович
Иван Фёдорович Баранов (13 октября 1807—1848) — российский купец и мануфактурист.
Его отец, Федор Николаевич Баранов (1780—1838), уроженец города Александрова Владимирской губернии, не получил образования, но обучался грамоте, чтению и арифметике у приходского священника. Первоначально накопленный им и его отцом капитал позволил ему записаться в третью купеческую гильдию, но Отечественная война 1812 года разорила его. Собрав остатки своего состояния, он опять принялся за предпринимательство и в 1814 году организовал при своем доме в Александрове небольшую красильню.
В семье было семеро детей, до взрослого возраста дожили четверо: Авдотья (род. 1802), Иван (род. 1807), Екатерина (род. 1823; вышла замуж за Павла Семеновича Малютина (1792–1860), Мария (род. 1824)

## Биография
Иван Федорович Баранов с раннего детства он помогал отцу во всех делах на фабрике и в торговле, разъезжал под надзором и руководством приказчика по ближним ярмаркам.
Унаследовал от отца красильную фабрику, сам построил несколько новых и, в частности, в 1846 году — знаменитую Троицко-Александровскую бумагопрядильню. Успеху его фабрик много способствовали его нововведения: так, он первый решился отвергнуть употребление французского и голландского краппа и заменить его мареной, растущей в изобилии в наших закавказских владениях; затем заменил бычью кровь, употребляемую для окраски иностранцами, пшеничными отрубями, и изобрёл средство к отстранению опасного самовозгорания бумажной пряжи, окрашенной в андрианопольский красный цвет. Расширяя постоянно свои торговые операции во внутренних и смежных с Московскою и Владимирскою губерниях, он первый открыл систематические торговые сношения с Хивою, Астрабадом и другими азиатскими городами и один из первых послал свои товары в Тифлис для заведения там русского торгового дома.
В 1847 году Иван Федорович за хлопчатобумажные изделия, выставленные на Петербургской выставке, получил право изображения на документах Государственного герба; тем самым подтверждалось высочайшее качество тканей, производимых в уездном Александрове.
Среди его благотворительных дел было участие в отстройке городского Христорождественского собора, финансирование ремонтных работ в Александровском монастыре.
Будучи городским головою в Александрове, Баранов заботился о нуждах города, помогал как частным лицам — неимущим, вдовам, сиротам, так и учреждениям.
Преждевременная смерть Баранова от холеры была потерей для развития русской мануфактурной деятельности.

## Семья
Жена — Александра Асафовна Зимина (ум. в 1884), дочь гаврило-посадского купца 1-й гильдии Асафа Алексеевича Зимина. После смерти мужа Александра Асафовна успешно продолжала его дело.  В 1859 году она открыла в Александрове школу для девочек, которая в 1874 году стала прогимназией. Александра Асафовна являлась неизменной попечительницей этих учебных заведений.
Дети:
- Глафира Ивановна, в замуж. Ремизова (род. 1825). Муж — Дмитрий Николаевич Ремизов (1816–1872). Его семья, так же, как и Барановы, владела крупными текстильными предприятиями Москвы и Подмосковья. Глафира Ивановна была  попечительница московской ремесленной школы А. Н. Стрекаловой[2].
- Александр Иванович (1829–1878), учился в Практической академии коммерческих наук. В 1861 году стал совладельцем Товарищества мануфактур Барановых вместе со своим братом Асафом. Умер от холеры, похоронен на кладбище Спасо-Андроникова монастыря. Жена (с 1862) — Елизавета Ивановна Третьякова (1827–1904). Их дети: Александр, Иван, Елизавета.  До совершеннолетия детей она управляла Троицко-Александровской мануфактурой.
- Николай Иванович (1832–1893). Учился в Санкт-Петербурге в Высшем коммерческом пансионе. Вернувшись в родной город, кроме руководства своей фабрикой, развернул активную общественную деятельность. Был попечителем Александровской городской больницы, и «за оказанные отличия» в 1859 году награжден золотой медалью с надписью «За усердие» на Владимирской ленте для ношения ее на шее. С 1869-1880-е годы Н.И. Баранов избирался гласным Городской Думы Александровского уездного собрания, городским головой Александрова, почетным мировым судьей Александровского судебного округа.  Его жена — Мастридия Николаевна Журавлева (род. 1839), дочь потомственного угличского купца первой гильдии Николая Михайловича Журавлева (1810–1872).  
  - Их дети: Анна, Сергей, Екатерина, Вера.  Сергей Николаевич Баранов (род. 1868), который унаследовал фабрику отца в Александрове, в начале XX века возглавил политические выступления в городе, был во главе так называемой «Александровской республики». Его жена — Елена Андреевна, урожд. Линберг (род.1867), дочь Андрея Леонардовича Линберга.  После 1917 года Сергей Николаевич с супругой переехали в Москву.  Вера Николаевна Баранова (1872–1959), после 1917 года эмигрировала вместе с мужем — Николаем Петровичем Стремоуховым.
- Асаф Иванович (1834–1905).
- Елизавета Ивановна, в замуж. Мамонтова (1837–1910). Муж (с 1859) — Михаил Николаевич Мамонтов (1829–1863), двоюродный брат Саввы Ивановича Мамонтова[3]. В семье детей не было, и Елизавета Ивановна активно занялась благотворительностью, взяв несколько девочек-сирот на воспитание. С 1870 по 1910 гг. была председательницей первого в России самостоятельного женского общества взаимопомощи. Стараниями общества была открыты педагогические курсы, а в 1875 году — школа при этих курсах. Брат Е.И.Мамонтовой, Асаф Иванович Баранов, пожертвовал в педагогический музей, существовавший при курсах, библиотеку в количестве 3000 томов стоимостью в 7000 рублей. В 1873 году Елизавета Ивановна открыла в Листвянах (в XX веке селение Листвяны было включено в состав поселка Мамонтовка) народную школу и содержала ее на собственные деньги. Способных учеников этой школы она устраивала в средние учебные заведения.